# Nîvețk, Dubrovîțea
Nîvețk (în ucraineană Нивецьк) este localitatea de reședință a comunei Nîvețk din raionul Dubrovîțea, regiunea Rivne, Ucraina.

## Demografie
Componența lingvistică a localității Nîvețk
     Ucraineană (99,12%)
     Alte limbi (0,88%)
Conform recensământului din 2001, majoritatea populației localității Nîvețk era vorbitoare de ucraineană (99,12%), existând în minoritate și vorbitori de alte limbi.